# Manuel Linares Rivas

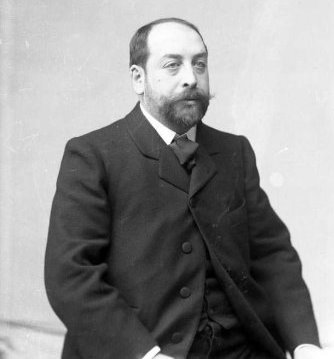
Manuel Linares Rivas.

Manuel Linares Rivas, född 8 februari 1866, död 3 februari 1938, var en spansk dramatiker.
Linares Rivas upptog gärna under inflytande från Henrik Ibsen och Alexandre Dumas den yngre sociala problem i sina dramer, vilka han kallade comedias docentes (lärorika skådespel). Pjäserna präglas av en elegant, ofta kvick och satirisk form. I Aire de fuera (1903) och La garra (1914) diskuteras skilsmässoproblematiken, i El abolengo (1904) klasskillnader samt i Cobardías (1919) fegheten. Hans Obras completas utgav i 15 band 1921.